# Riserva naturale Scodella
La riserva naturale biogenetica Scodella è un'area naturale protetta situata a Pratovecchio Stia in provincia di Arezzo, in Toscana. La riserva è stata istituita nel 1977 e occupa una superficie di 69 ettari. La Scodella è una delle 149 riserve naturali e foreste demaniali del Raggruppamento Carabinieri per la Biodiversità ed è inserita nel complesso delle Riserve Naturali Biogenetiche Casentinesi gestite dal Reparto Carabinieri Biodiversità di Pratovecchio. È ricompresa nel territorio del Parco nazionale delle Foreste Casentinesi, Monte Falterona e Campigna, istituito nel 1993.

## Storia
Nel 1380 la Repubblica Fiorentina sconfigge militarmente i conti Guidi. La foresta fu confiscata e assegnata all'Opera del Duomo di Santa Maria Novella. Nel 1838 la foresta passò sotto le Reali Possessioni del Granducato di Toscana. Il Granduca Leopoldo II ne affidò la gestione a Karl Simon (che italianizzò il suo nome in Carlo Siemoni), tecnico forestale boemo. Nel 1853 il Granduca Leopoldo II acquistò a titolo privato la Reale ed Imperiale foresta di Casentino di cui faceva parte anche la Scodella. Dal 1900 la foresta venne ceduta dai Lorena al cavalier Ubaldo Tonietti e da questi nel 1905 alla S.A.I.F. ( Società Anonima Industrie Forestali), società privata che la sfruttò notevolmente per la produzione di traverse ferroviarie e carbone. Il 2 marzo 1914 la foresta fu acquistate dall'Azienda speciale per il Demanio Forestale di Stato. Dal anno 1914, la foresta è gestita dal Corpo Forestale dello Stato, ora Arma dei Carabinieri.

## Territorio
La Riserva della Scodella, ricade nella provincia di Arezzo, comune di Pratovecchio Stia, è delimitata a nord dal confine di regione che corrisponde al crinale dell'Appennino. Tale spartiacque separa la Scodella dall'adiacente Riserva Naturale Integrale di Sasso Fratino, posta sul versante romagnolo. La quota più alta è di 1465 m s.l.m. ed è raggiunta dal Poggio Pian Tombesi, quella più bassa è di 1200 m s.l.m. ed è collocata nel tratto terminale del Borro della Scodella. Nella parte più meridionale, sul versante toscano, la Riserva della Scodella confina con l'adiacente Riserva Integrale regionale della Pietra.

## Clima
Il regime pluviometrico presenta un minimo estivo, che cade di norma in luglio con una media di 66,5 mm ed un massimo invernale (in novembre) con una media di 232,5 mm; la piovosità totale media annua e compresa tra 1644 e 1851 mm. La temperatura media del mese più freddo è di 0,6 °C( registrata nel mese di gennaio) mentre la media del mese più caldo è di 18,2 °C (mesi di luglio e agosto); la temperatura media annuale oscilla tra gli 8,8 e gli 8,9 °C.

## Geologia e idrologia
L'elemento geologico dominante è rappresentato da flysch arenacei del dominio toscano costituiti da alternanza di arenarie, argilliti e marne; lungo il confine romagnolo si possono osservare locali affioramenti di flysch marnoso-arenacei del dominio umbro-marchigiano. L'elemento idrografico principale è costituito dal Borro della Scodella che nasce a una quota di circa 1375 m s.l.m. Alcuni fossi minori si sviluppano dalla linea spartiacque lungo il Poggio di Pian Tombesi.

## Lineamenti vegetazionali
L'area della Riserva è quasi completamente occupata da vegetazione forestale autoctona (soprattutto nella parte a monte) e rimboschimenti di conifere eseguiti tra 1880 e il 1885, è possibile individuare le seguenti tipologie vegetazionali:
- Faggete pure (alle quote più alte).
- Abetine pure (Subito a valle della faggeta) di Abies alba bianco a cui si associano altre essenze molto spesso di origine artificiale come  Picea abies, Acer pseudoplatanus, Fraxinus excelsior, Pinus nigra e Alnus cordata.
- In corrispondenza di radure formatesi per schianti o tagli, si presentano cenosi prative o arbustive con presenza di : Brachypodium rupestre, Pteridium aquilinum, Cirsium vulgare, Cytysus scoparius, ecc.
- Formazioni igrofile localizzate lungo i fossi o gli stillicidi con Carex sp.pl., Phyllitis scolopendrium e Chrysosplenium alternifolium.

## Flora
Le entità che compongono la flora sono 286, suddivise in 72 famiglie e 186 generi. All'interno della Riserva sono presenti numerose specie, note per il valore conservazionistico e fitogeografico, legate essenzialmente agli ambienti rupestri prossimi al crinale di Pian Tombesi o alla faggeta. Trenta entità sono inserite nelle Liste Rosse Regionali o protette secondo la L.R. 56/2000; tra questi: Aconitum lycocotonum, Alchemilla saxatilis, Aquilegia vulgaris, Atropa belladonna, Centaurea nigrescens, Dryopteris dilatata, Hesperis matronalis, Lilium martagon, Paris quadrifolia e Taxus baccata.

## Fauna
Gli ungulati presenti, cervo europeo (Cervus elaphus), capriolo ( Capreolus capreolus), daino ( Dama dama), cinghiale ( Sus scrofa) sono sottoposti secondo diverse proporzioni alla predazione del lupo ( Canis lupus). Tra i felidi è presente il gatto selvatico ( Felis silvestris silvestris). Sono inoltre presenti numerose specie di chirotteri tra cui Nyctalus noctula e Plecotus auritus. L'avifauna della foresta è molto ricca tra le specie di rilievo il picchio nero e l'aquila reale. Tra gli anfibi si ricorda Salamandra salamandra, Salamandrina perspicillata e Speleomantes italicus. Tra gli insetti vivono nella riserva Rosalia alpina, Osmoderma eremita e l'esotica formica Rufa introdotta dalle Alpi negli anni sessanta.